# ديف بال (موسيقي)
ديف بال (بالإنجليزية: Dave Ball)‏ هو عازف قيثارة وموسيقي بريطاني، ولد في 30 مارس 1950 في Handsworth, West Midlands ‏ في المملكة المتحدة، وتوفي في 31 مارس 2015 بسبب سرطان القولون.

## وصلات خارجية
- ديف بال على موقع IMDb (الإنجليزية)
- ديف بال على موقع ميوزك برينز (الإنجليزية)
- ديف بال على موقع ديسكوغز (الإنجليزية)